# 401 Ottilia
401 Ottilia là một tiểu hành tinh lớn ở vành đai chính, thuộc nhóm tiểu hành tinh Cybele.
Tiểu hành tinh này do Max Wolf phát hiện ngày 16.3.1895 ở Heidelberg và được đặt theo tên Ottilia, một nhân vật trong văn học dân gian Đức.